# Oxalis novae-caledoniae
Oxalis novae-caledoniae är en harsyreväxtart som beskrevs av Knuth & Schlechter. Oxalis novae-caledoniae ingår i släktet oxalisar, och familjen harsyreväxter. Inga underarter finns listade i Catalogue of Life.